# Ratišovice
Ratišovice (s předložkou 2. pád do Ratišovic, 6. pád v Ratišovicích; německy Ratisowitz) jsou vesnice, místní část městyse Běhařovice v okrese Znojmo.

## Historie
První písemná zmínka o Ratišovicích pochází z roku 1358.
Územněsprávně byly Ratišovice v letech 1869–1900 vedeny jako osada obce Stupešic v moravskokrumlovském okrese, v letech 1910–1950 jako obec v tomtéž okrese a od roku 1961 jako část obce Běhařovic v okrese Znojmo.

### Sbor dobrovolných hasičů

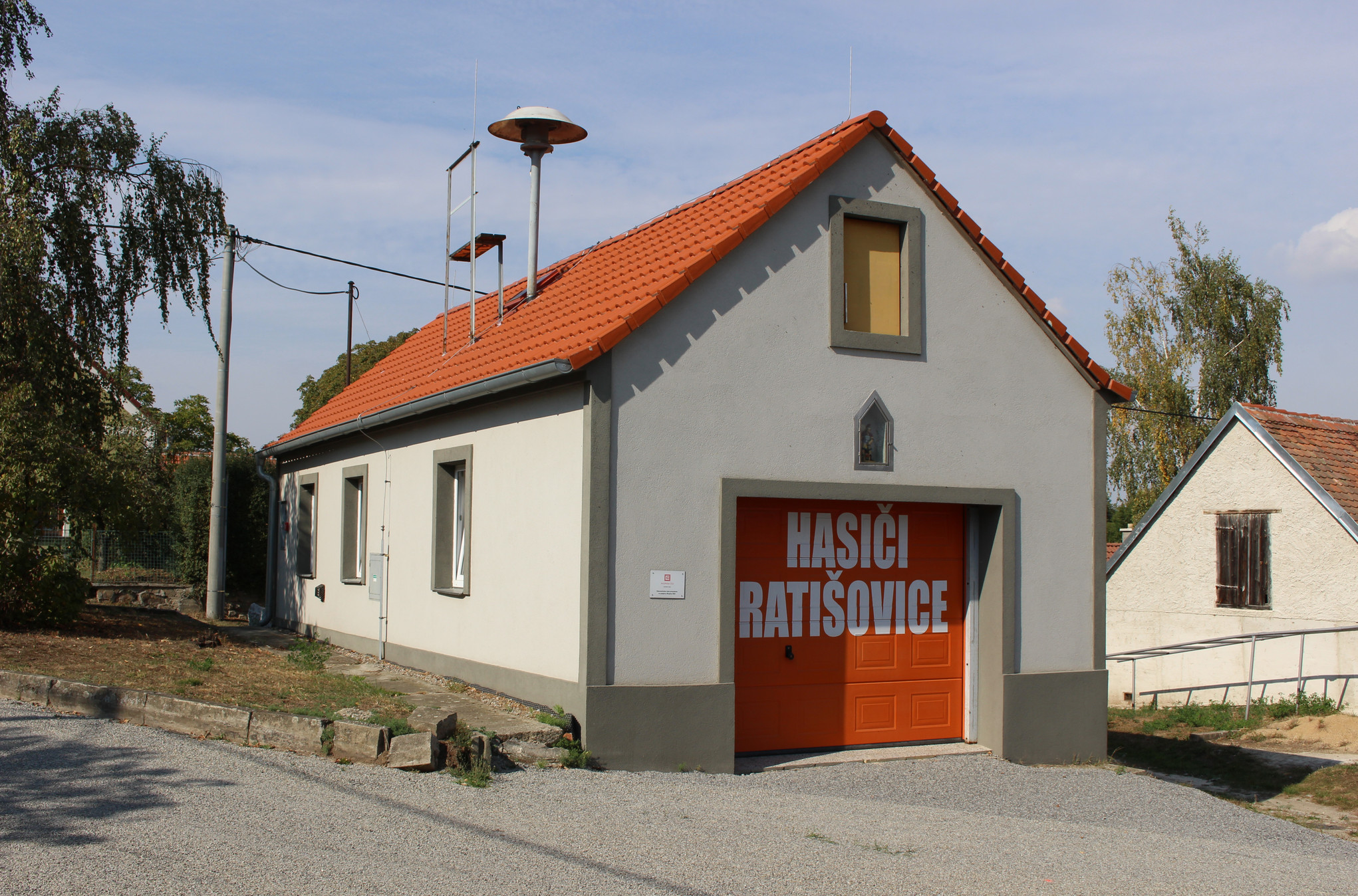
Budova hasičské zbrojnice

Vznik sboru dobrovolných hasičů se datuje rokem 1939. O vznik sboru se zasloužili tito zakládající členové: předseda F. Fiala, velitel L. Diviš, strojník F. Javůrek, pokladník F. Svoboda. Členská základna tehdy zahrnovala 16 členů hasičského sboru. Motorovou stříkačkou byl sbor vybaven 13. září 1945. Na stříkačku přispěly i okolní obce. Svěcení stříkačky proběhlo 2. června 1946, za kmotry byly vybrány Marie a Božena Plechaté.
V dnešní době má hasičská základna 30 členů. Starosta J. Hůrek, velitel J. Hůrek, hospodář J. Hráček, strojník R. Novák. SDH Ratišovice jsou vybaveny dvěma motorovými stříkačkami PPS 8 a PPS 12 s příslušenstvím.

## Obyvatelstvo
| Rok            | 1869 | 1880 | 1890 | 1900 | 1910 | 1921 | 1930 | 1950 | 1961 | 1970 | 1980 | 1991 | 2001 | 2011 | 2021 |
| -------------- | ---- | ---- | ---- | ---- | ---- | ---- | ---- | ---- | ---- | ---- | ---- | ---- | ---- | ---- | ---- |
| Počet obyvatel | 201  | 206  | 227  | 246  | 268  | 254  | 273  | 214  | 210  | 177  | 131  | 110  | 105  | 77   | 82   |
| Počet domů     | 34   | 38   | 43   | 47   | 48   | 51   | 57   | 67   | 59   | 57   | 49   | 61   | 59   | 59   | 62   |